# Thiên hoàng Keitai
Thiên hoàng Kế Thể (継体天皇 (Kế Thể Thiên hoàng) Keitai-tennō) còn gọi là Keitai okimi, là vị Thiên hoàng thứ 26 theo Danh sách Nhật hoàng truyền thống. Không có ngày tháng chắc chắn về cuộc đời và thời đại của vị Thiên hoàng này. Keitai được cho là đã trị vì đất nước vào đầu thế kỷ 6, nhưng rất hiếm thông tin về ông. Các học giả chỉ còn biết than phiền rằng vào thời điểm này, chưa có đủ cứ liệu để thẩm tra và nghiên cứu thêm.
Người ta tin rằng sự quyền lực của triều đình được tập trung hóa dưới triều Kế Thể.

## Ghi chép về cuộc đời ông
Ghi chép của ông khá rối loạn vì có sự khác nhau của cuộc đời ông theo Cổ sự ký và Nhật Bản Thư Kỷ.
Cổ sự ký cho rằng ông sinh năm 485 và qua đời ngày 9 tháng 4, 527. Sách viết rằng ông được gọi là Ōdo no Mikoto (袁本杼命 (Viên Bản Trữ Mệnh)).
Mặc khác, Nhật Bản Thư Kỷ cho rằng ông sinh năm 450 và qua đời ngày 7 tháng 2, năm 531 hay 534. Sách viết ông được gọi là Ōdo no Kimi (男大迹王 (Nam Đại Tích Vương)) và Hikofuto no Mikoto (彦太尊 (Ngạn Thái Tôn)).
Cái tên Wo Ofu Ato-no-Hiko Fudo no Mikoto cũng được nhắc đến.
Ông được ghi lại ban đầu là vua của Vương quốc Koshi, một bộ lạc nhỏ hơn, có lẽ ở phía Bắc Trung phần nước Nhật, cho tận đến bờ biển Nhật Bản.
Vì vẫn chưa hề tồn tại trong những ngày đó, và thâm chí thực thể được biết đến với tên gọi Nhà nước Yamato (nếu nó thực sự tồn tại) chỉ bao gồm một phần của đất nước, có lẽ chỉ vùng hiện nay là Trung bộ Nhật Bản, ngày tháng trị vì của Thiên hoàng cũng không chính xác. Một vài tác phẩm lịch sử hiện đại gọi Keitai là Vua Ohoto của Koshi.

## Cuộc đời và phả hệ
Ông được cho rằng không phải là con trai của triều đại đương thời trước đó, nhưng là cháu nhiều đời của Ōjin của Yamato (Vua Hondawake). Theo huyền tích, ông lên ngôi khi Thiên hoàng Buretsu qua đời mà không có con và chưa trọn người kế vị; một vài nhà sử học nghi ngờ bảng phả hệ này và cho rằng đây là một cuộc đổi thay triều đại.
Bảng phả hệ chi tiết của ông ghi lại trong Shaku Nihongi là trích dẫn tử Jōgūki (lịch sử Thánh Đức Thái tử). Sách viết rằng ông là con trai của Ushi no Kimi, cháu nội của Ohi no Kimi, cháu 4 đời của Ohohoto no Kimi (anh em với Hoàng hậu của Thiên hoàng Ingyō), cháu 5 đời của Wakanuke Futamata no Kimi, và cháu 6 đời của Thiên hoàng Ōjin.
Theo Cổ sự ký và Nhật Bản Thư Kỷ, cha ông là Hikonushi no Kimi và mẹ là Furihime. Ông sinh ra ở tỉnh Echizen. Khi Buretsu qua đời, Kanamura đề cử Keitai ở tuổi 58 làm người thừa kế ngai vàng Yamato. Keitai lên ngôi ở Kusuba, phía Bắc tỉnh Kawachi (ngày nay là Shijonawate, Osaka) và cưới em gái của Buretsu, Công chúa Tashiraga. Người ta nghi ngờ rằng việc ông lên ngôi không được mọi người chào đón, và mất đến 20 năm Keitai mới tiến được vào tỉnh Yamato, gần Kawachi và là trung tâm chính trị của Nhật Bản thời kỳ đó.
Trong những năm sau này thời Keitai, 527 hay 528, Iwai dấy loạn ở tỉnh Tsukushi, Kyūshū. Keitai phong Mononobe no Arakahi làm Shogun và cử ông đến Kyūshū để dập tắt cuộc nổi loạn.
Các con trai của ông, Thiên hoàng Ankan, Thiên hoàng Senka và Thiên hoàng Kimmei đều lần lượt lên ngôi.
Người ta tin rằng ông được mai táng ở trong một kofun ở thành phố Fujiidera gần Osaka.